# مجيدير (تبن)

تعديل مصدري - تعديل

مجيدير هي إحدى قرى عزلة الحوطة بمديرية تبن التابعة لمحافظة لحج، بلغ تعداد سكانها 116 نسمة حسب تعداد اليمن لعام 2004.